# An X
XVIIIe siècle |
XIXe siècle  |
XXe siècle
Années 1780 | Années 1790 | Ère républicaine | Années 1800 | Années 1810
an I | an II | an III | an IV | an V | an VI | an VII | an VIII | an IX | an X | an XI | an XII | an XIII | an XIV | 1806
L'an X du calendrier républicain correspond aux années 1801 et 1802 du calendrier grégorien. Cette année a commencé le 23 septembre 1801 et s'est terminée le 22 septembre 1802.

## Événements
- ventôse/germinal (mars) : Paix d'Amiens, fin de la seconde coalition (Royaume-Uni, Russie, Turquie). La Paix d'Amiens arrête temporairement la guerre contre la France.
- 4 germinal (25 mars 1802) : Le traité d'Amiens entre la France et le Royaume-Uni met fin à la seconde coalition.
- 18 germinal (8 avril 1802) : Promulgation du Concordat signé par Napoléon Bonaparte, Premier Consul, et le pape Pie VII.
- 6 floréal (26 avril) : Amnistie des Émigrés.
- 11 floréal (1er mai) : Création par Napoléon Bonaparte de l'école spéciale militaire de Saint-Cyr destinée à l'enseignement des arts de la guerre.
- 29 floréal (19 mai) : Napoléon Bonaparte crée la Légion d'honneur.
- 30 floréal (20 mai) : L'esclavage est rétabli dans les colonies.
- 14 thermidor (2 août) : À la suite d'un plébiscite, Napoléon Bonaparte devient Consul à vie. (3 millions de oui, 1600 non).
- 16 thermidor (4 août) : Proclamation de la Constitution de l'An X.
- 24 fructidor (11 septembre 1802) : Le Piémont est rattaché à la France.
- Début de la République italienne d'obédience française (fin en l’an XII (1804)).
- Fondation de la République rhodanienne formée par le Valais membre alors de la République helvétique. La République rhodanienne disparaîtra en 1810 par son annexion à l'Empire français.

## Concordance
| 1 Vendémiaire  | 23 septembre |
| 8 Vendémiaire  | 30 septembre |
| 9 Vendémiaire  | 1er octobre  |
| 30 Vendémiaire | 22 octobre   |
| 1 Brumaire     | 23 octobre   |
| 9 Brumaire     | 31 octobre   |
| 10 Brumaire    | 1er novembre |
| 30 Brumaire    | 21 novembre  |
| 1 Frimaire     | 22 novembre  |
| 9 Frimaire     | 30 novembre  |
| 10 Frimaire    | 1er décembre |
| 30 Frimaire    | 21 décembre  |
| 1 Nivôse       | 22 décembre  |
| 10 Nivôse      | 31 décembre  |

| 11 Nivôse   | 1er janvier |
| 30 Nivôse   | 20 janvier  |
| 1 Pluviôse  | 21 janvier  |
| 11 Pluviôse | 31 janvier  |
| 12 Pluviôse | 1er février |
| 30 Pluviôse | 19 février  |
| 1 Ventôse   | 20 février  |
| 9 Ventôse   | 28 février  |
| 10 Ventôse  | 1er mars    |
| 30 Ventôse  | 21 mars     |
| 1 Germinal  | 22 mars     |
| 10 Germinal | 31 mars     |
| 11 Germinal | 1er avril   |
| 30 Germinal | 20 avril    |

| 1 Floréal    | 21 avril    |
| 10 Floréal   | 30 avril    |
| 11 Floréal   | 1er mai     |
| 30 Floréal   | 20 mai      |
| 1 Prairial   | 21 mai      |
| 11 Prairial  | 31 mai      |
| 12 Prairial  | 1er juin    |
| 30 Prairial  | 19 juin     |
| 1 Messidor   | 20 juin     |
| 11 Messidor  | 30 juin     |
| 12 Messidor  | 1er juillet |
| 30 Messidor  | 19 juillet  |
| 1 Thermidor  | 20 juillet  |
| 12 Thermidor | 31 juillet  |

| 13 Thermidor | 1er août      |
| 30 Thermidor | 18 août       |
| 1 Fructidor  | 19 août       |
| 13 Fructidor | 31 août       |
| 14 Fructidor | 1er septembre |
| 30 Fructidor | 17 septembre  |

| de la vertu     | 18 septembre |
| du génie        | 19 septembre |
| du travail      | 20 septembre |
| de l'opinion    | 21 septembre |
| des récompenses | 22 septembre |